# Jevhen Maloljetka

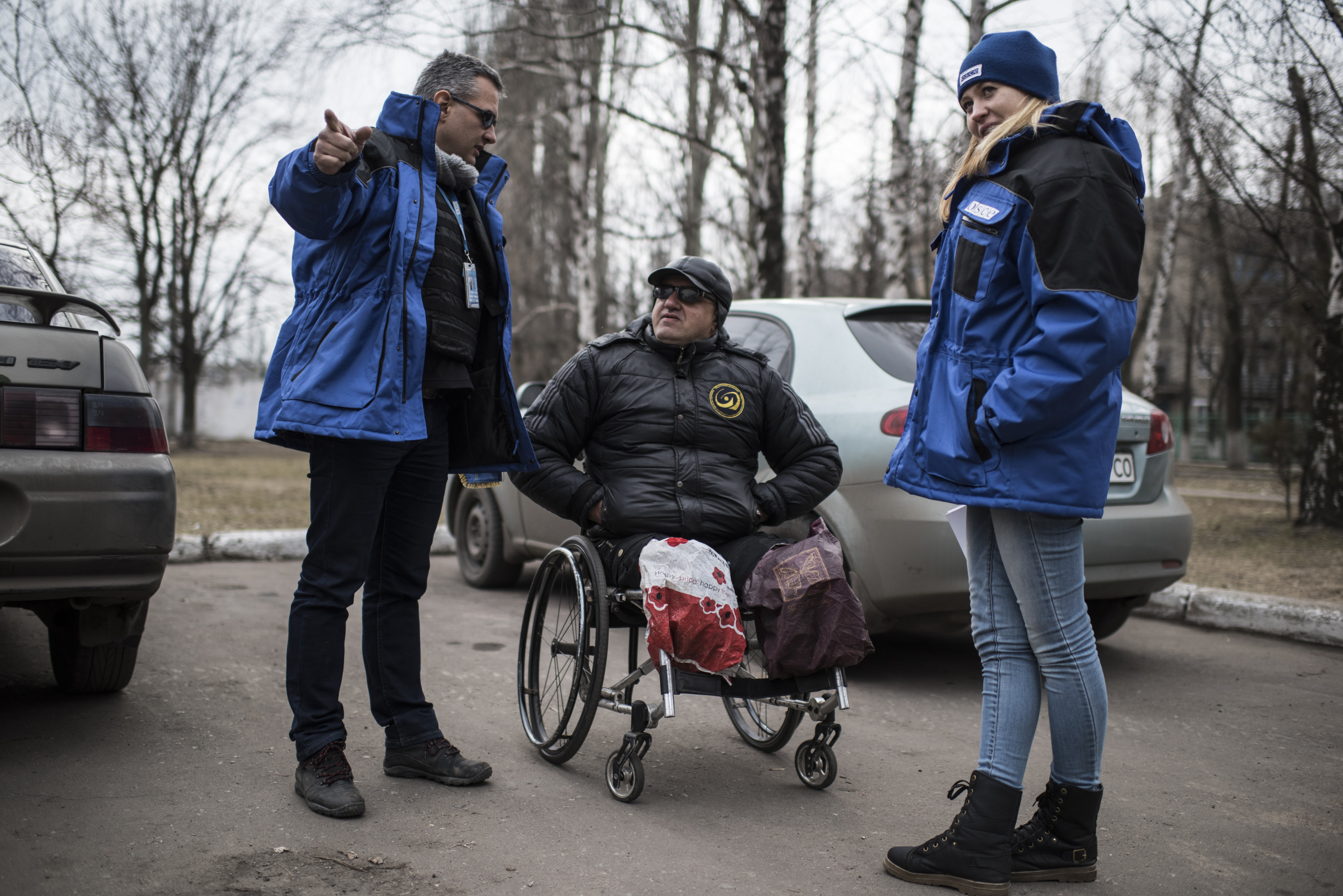
SMM OBSE monitorující pohyb těžkých zbraní na východní Ukrajině, foto: Maloljetka, 2015

Jevhen Maloljetka (ukrajinsky: Євген Малолєтка, rusky: Евгений Малолетка; * 1. března 1987, Berďansk) je ukrajinský novinář a fotograf. Dokumentoval obléhání Mariupolu během ruské invaze na Ukrajinu a zejména pořídil fotografii těhotné ženy zraněné v důsledku bombardování porodnice, která je považována za ikonickou. Za tento snímek získal v roce 2023 ocenění World Press Photo.
Jeho záběry byly využity v dokumentárním filmu 20 dní v Mariupolu, který získal Oscara za nejlepší celovečerní dokument.

## Životopis
Maloljetka se narodil v Berďansku. Vystudoval elektroniku na Kyjevském polytechnickém institutu Igora Sikorského a promoval v roce 2010. V roce 2009 začal jako štábní fotograf pro zpravodajskou agenturu UNIAN. Později pracoval jako nezávislý pracovník a spolupracoval mimo jiné s Associated Press, Al Jazeera a Der Spiegel.
V letech 2020–21 Maloljetka dokumentoval pandemii covidu-19 na Ukrajině. Zejména jeho fotografie lékaře Evhena Venzhynoviče byla široce používána pro sociální reklamu.
V únoru a březnu 2022, během ruské invaze na Ukrajinu, zůstali v Mariupolu, který byl obklíčen ruskými vojsky a rozsáhle bombardován, společně s nezávislým zaměstnancem agentury Associated Press Mstyslav Černovem. Ruské ministerstvo zahraničních věcí a ministerstvo obrany tvrdilo, že Rusko se zaměřuje pouze na vojenská zařízení. Černov a Maloljetka byli jedni z mála novinářů a podle agentury AP jediní mezinárodní novináři v Mariupolu v tomto období a jejich fotografie byly široce používány západními médii k pokrytí situace. Podle Černova byli 11. března v nemocnici a fotografovali, když je za asistence ukrajinských vojáků odváželi z města. Z Mariupolu se jim podařilo uprchnout bez zranění.
Dne 23. května 2022 Maloljetka spolu s Černovem a Vasilisou Stepaněnkovou obdrželi mezinárodní novinářskou cenu Knight International za svou práci v Mariupolu, kterou vyhlásilo Mezinárodní centrum pro novináře. V září 2022 vyhrál ocenění Visa d'Or Award.

## Ceny a ocenění
V roce 2023 získal ocenění World Press Photo, za fotografii raketového útoku na nemocnici v Mariupolu. Fotografie zachycuje těhotnou ženu, která byla při ostřelování kliniky vážně zraněna a je odnášena pomocníky. Krátce poté žena i nenarozené dítě zemřely.
- 2022: Knight International Journalism Award, spolu s Mstyslavem Černovem a Vasylysou Stepanenko, za jejich práci v Mariupolu[12]
- 2022: Visa d'Or Award[13]
- 2023: Regionální vítěz, World Press Photo, kategorie fotografická série[14][15]
- 2023: World Press Photo of the Year, World Press Photo Foundation[10]
- 2023: Pulitzer Prize for Public Service (společně s Mstyslav Černov, Vasylysa Stepanenko a Lori Hinnant).[16]
- 2023: Pulitzer Prize for Breaking News Photography (společně s: Bernat Armangue, Emilio Morenatti, Felipe Dana, Nariman El-Mofty, Rodrigo Abd a Vadim Ghirda).[16]
- 2024: Státní cena Tarase Ševčenka v kategorii publicistika/žurnalistika (společně s Mstyslavem Černovem a Vasylysou Stepanenko)[17]

## Galerie

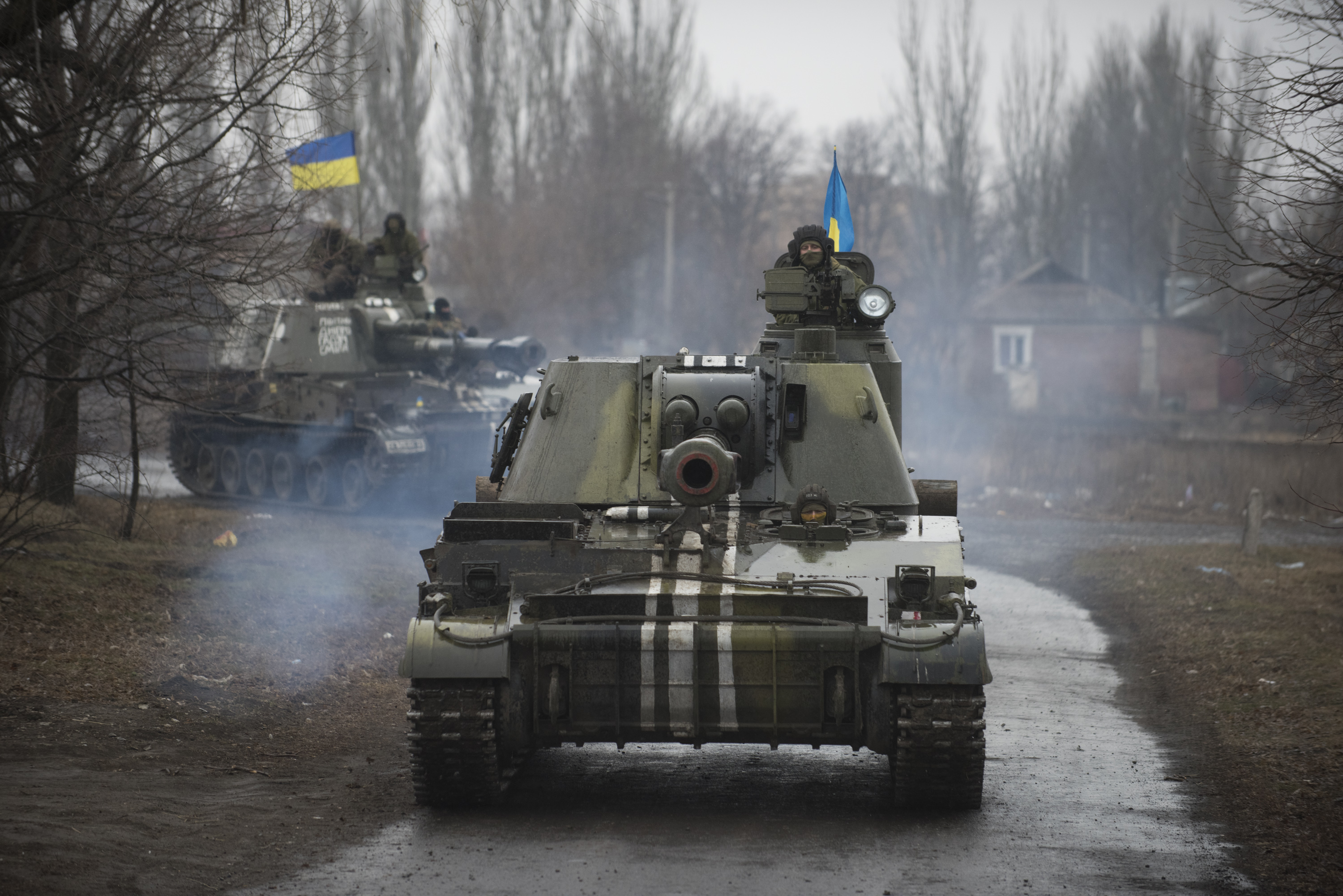
SMM OBSE monitorující pohyb těžkých zbraní na východní Ukrajině, 2015
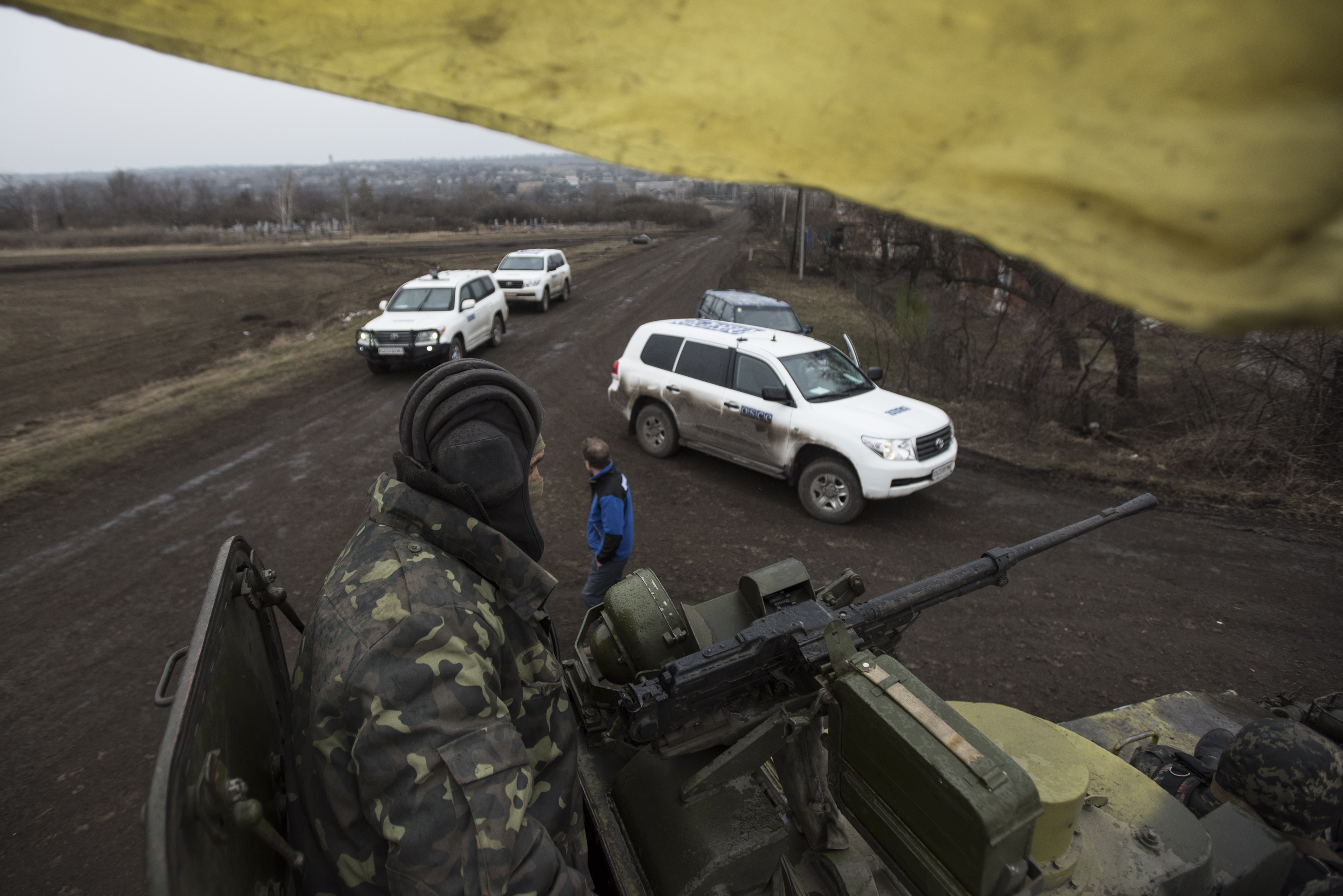
OBSE
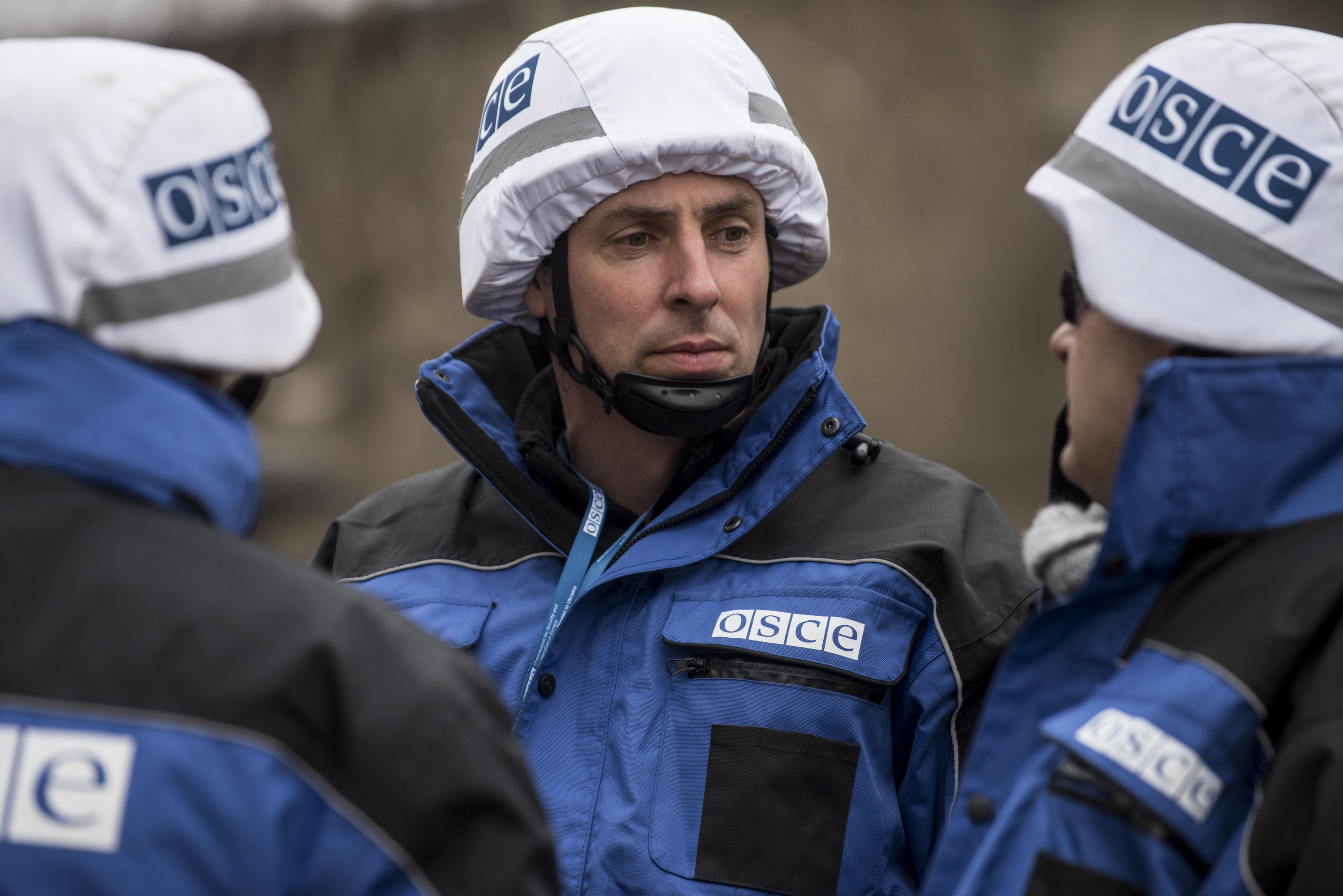
OBSE
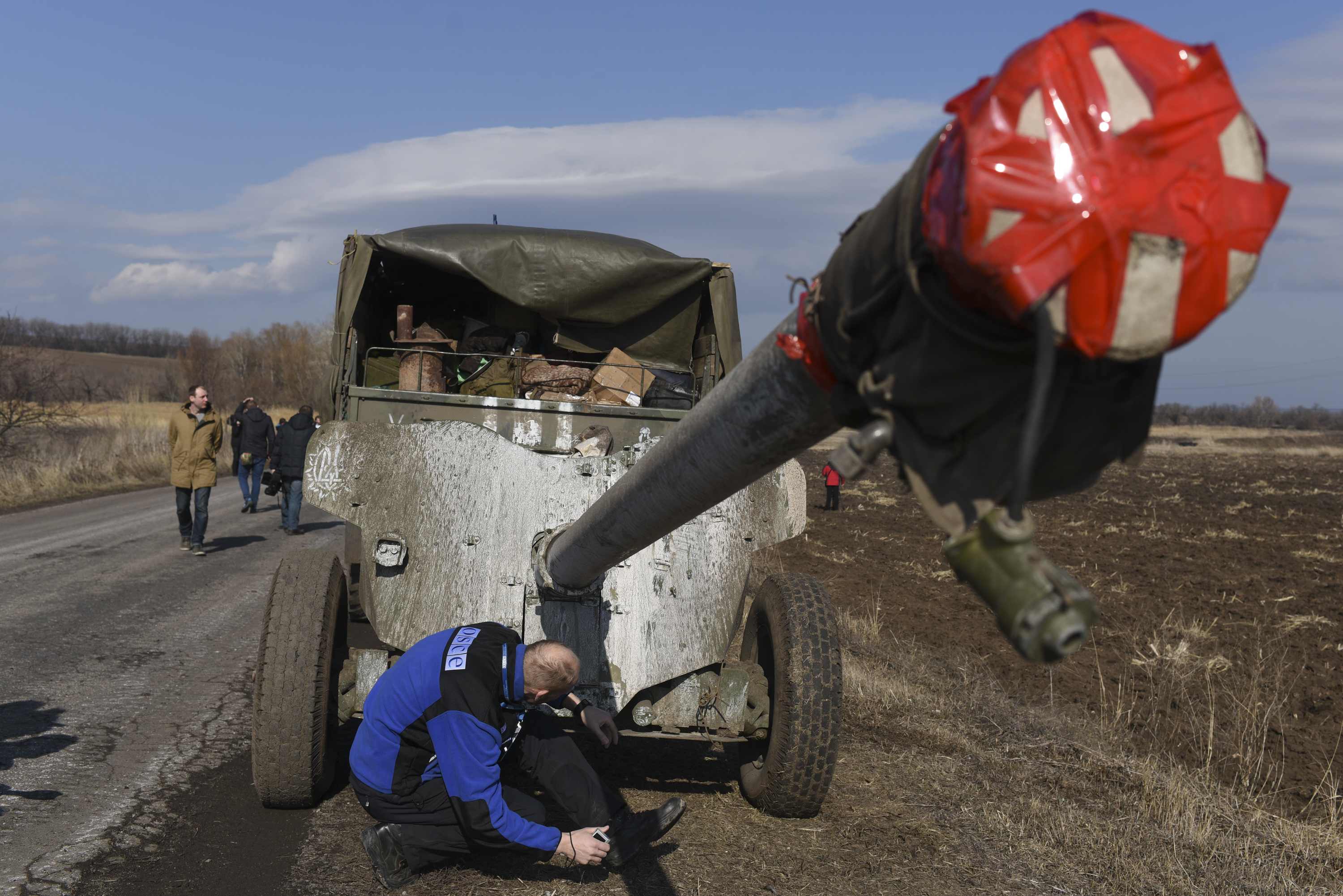
OBSE
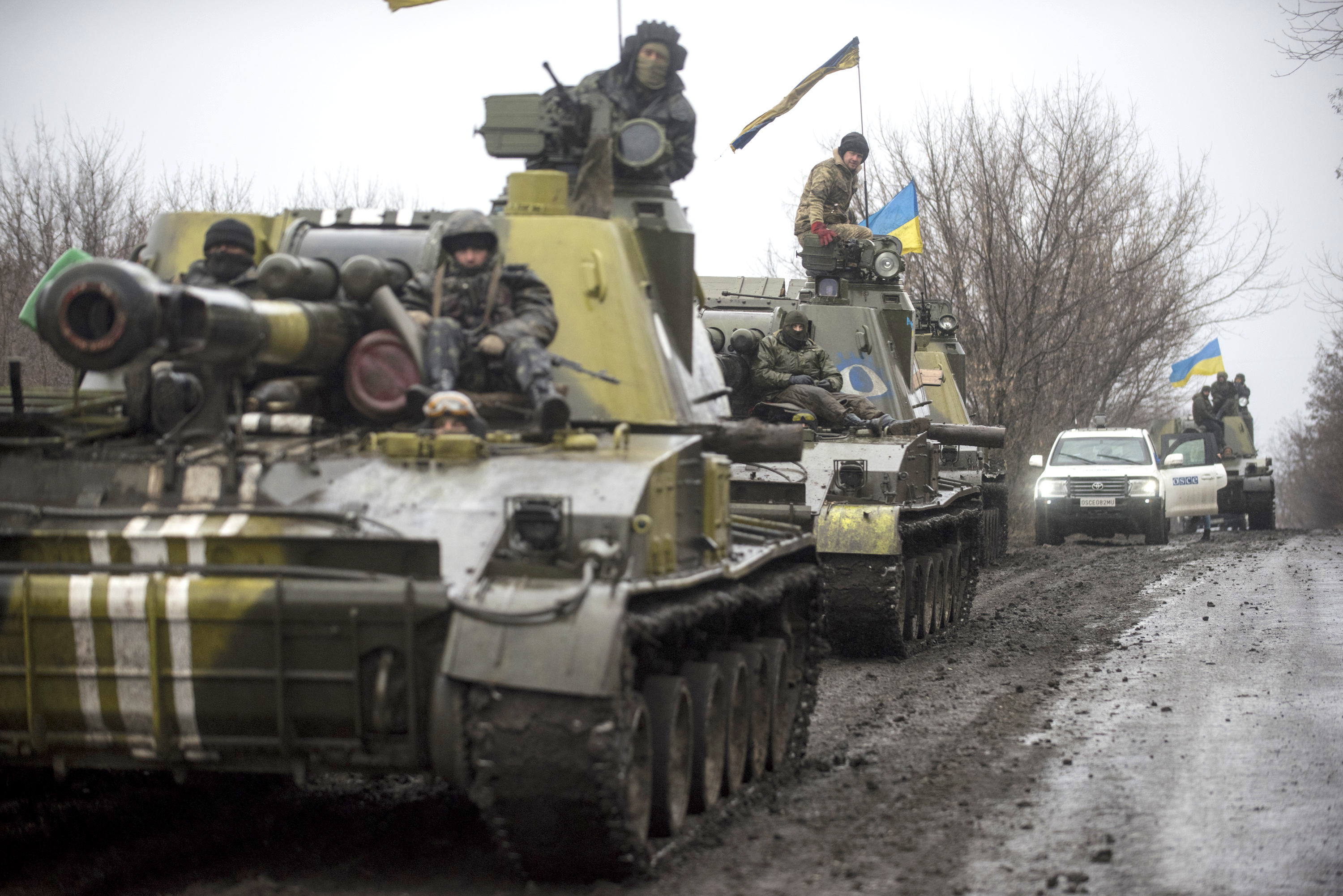
OBSE
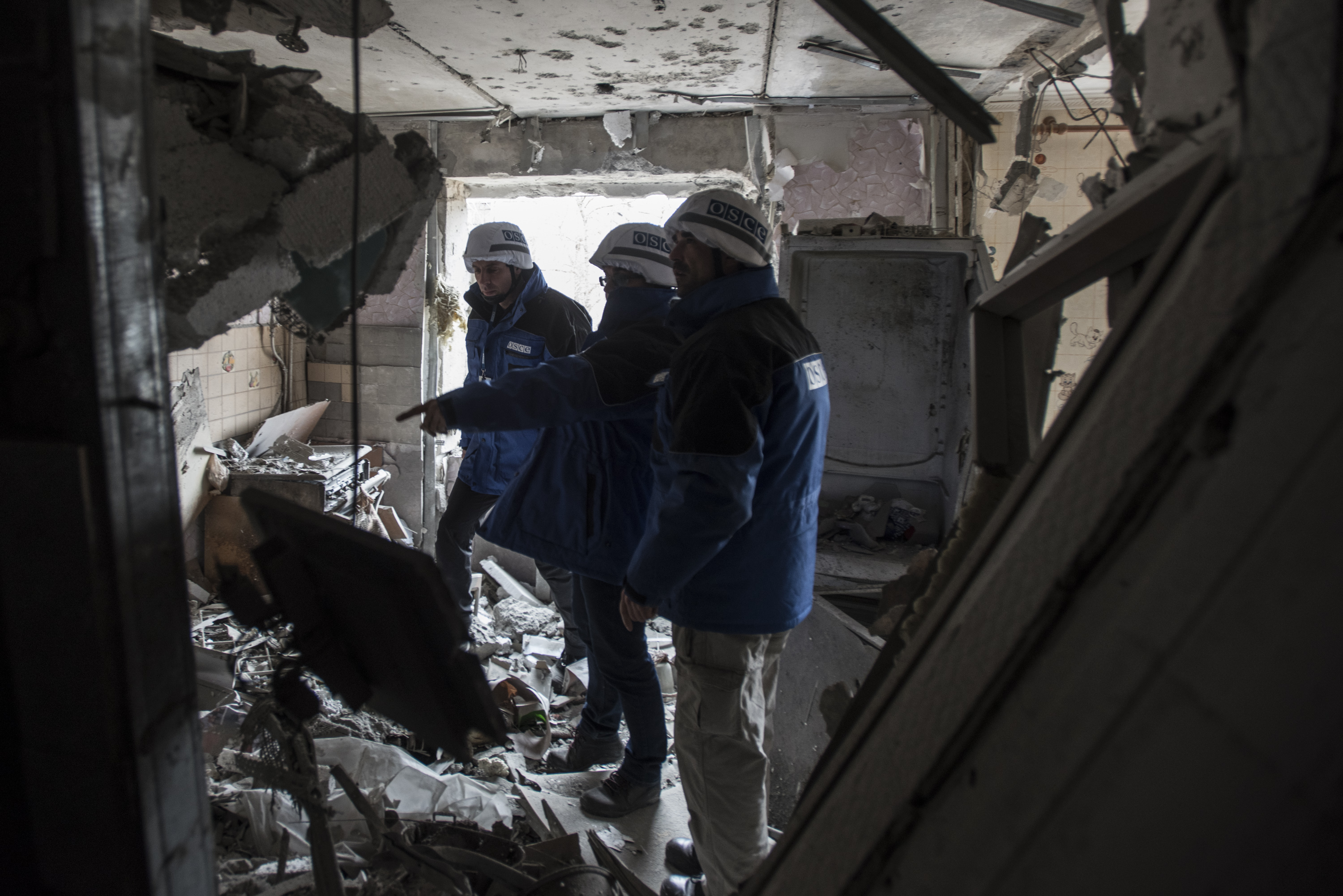
OBSE
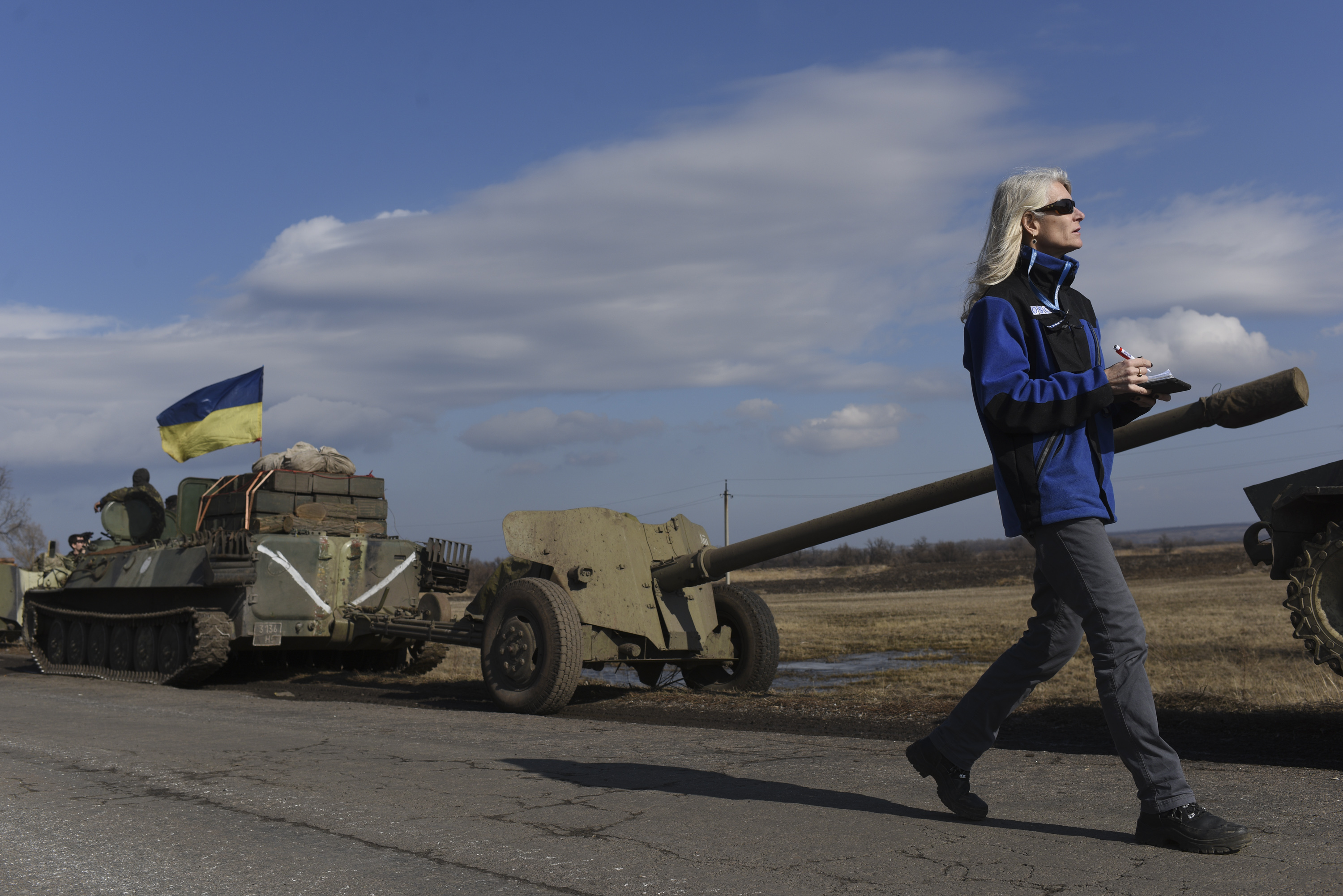
OBSE